# 前桥市立工业短期大学
前桥市立工业短期大学（日语：／ Maebashishiritsu Kōgyō Tanki Daigaku *），简称市工短，是过去一所位于日本群马县前桥市的公立短期大学。

## 概要

### 简介
- 短期大学为于1952年开办、由前桥市经营。招収男女学生到1996年、停办于2000年[1][2]。

### 历史
- 1952年 前桥市立工业短期大学成立并同时设置建设工业科第二部。
- 1973年 建设工业科第二部分离为两个专攻、以下列举。
  - 土木工程学专攻
  - 建筑学专攻
- 1994年 建设工业科改编为三个学科、以下列举。
  - 建设工学科
    - 第一部
    - 第二部

  - 建筑学科
    - 第一部
    - 第二部

  - 信息工程学科
    - 第一部
    - 第二部
- 1996年 最后一年招生、次年停止招生（正式停办于2000年3月31日[2]）。

## 学校环境
- 校区：在了群马县前桥市[注 1]

## 组织

### 学科
- 建设工学科
  - 第一部
  - 第二部
- 建筑学科
  - 第一部
  - 第二部
- 信息工程学科
  - 第一部
  - 第二部

### 专科
| - 没有 |

### 业余课程
| - 没有 |

## 相关链接
- 日本短期大学列表